# Madromys blanfordi
Madromys blanfordi — вид гризунів з родини мишевих, який зустрічається по всій Індії, Шрі-Ланці та Бангладеш.

## Морфологічна характеристика
Довжина голови і тіла від 104 до 152 мм, довжина хвоста від 155 до 203 мм, довжина ступні від 30 до 34 мм, довжина вух 18 мм. Спинні частини сірі, з коричневими кінчиками волосся, а черевні частини і лапи білі. Лінія поділу вздовж боків чітка. Вуха довгі, овальні, вкриті кількома волосками. Пальці трохи подовжені. Є 5 подушечок на долонях і 6 на підошвах ніг. Хвіст довший за тіло.

## Середовище проживання
Мешкає в сухих і вологих субтропічних листяних лісах.

## Дієта
Харчується частинами рослин, а іноді також комахами.